# Albera picea
Albera picea är en insektsart som först beskrevs av Henry Fairfield Osborn 1928.  Albera picea ingår i släktet Albera och familjen dvärgstritar. Inga underarter finns listade i Catalogue of Life.